# Barbara Eden

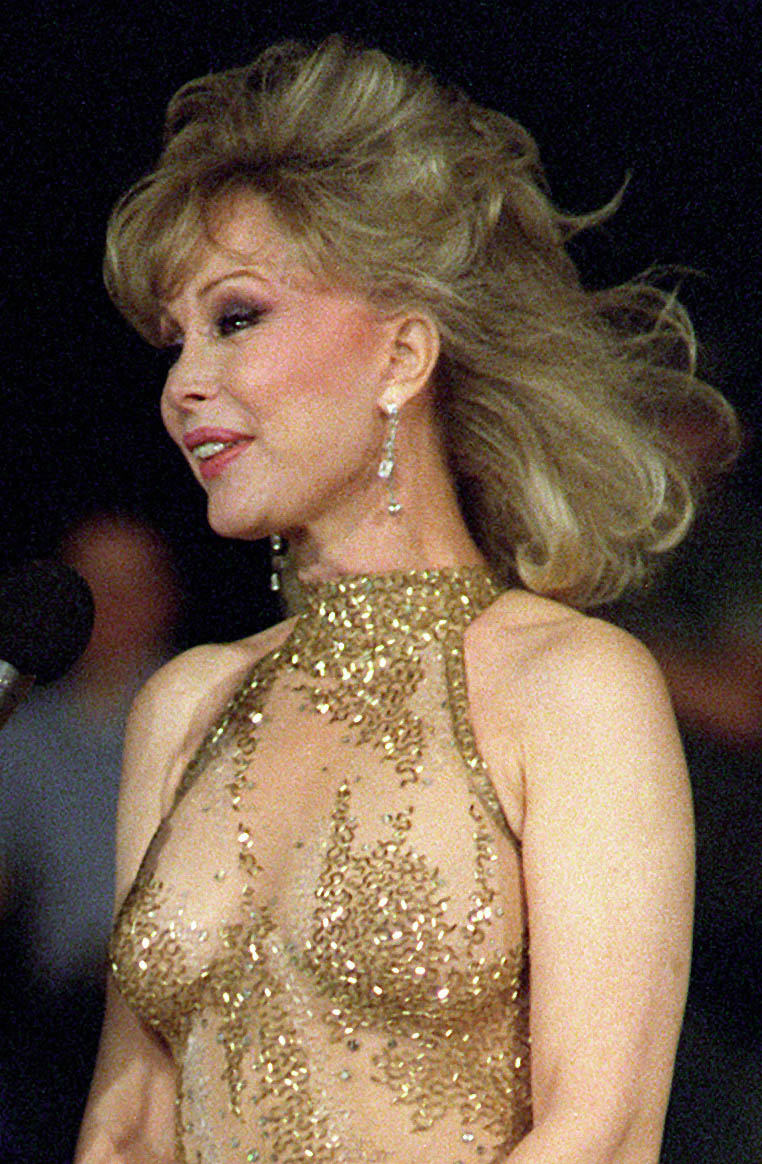
Eden w 1987 United Services Organization (USO)

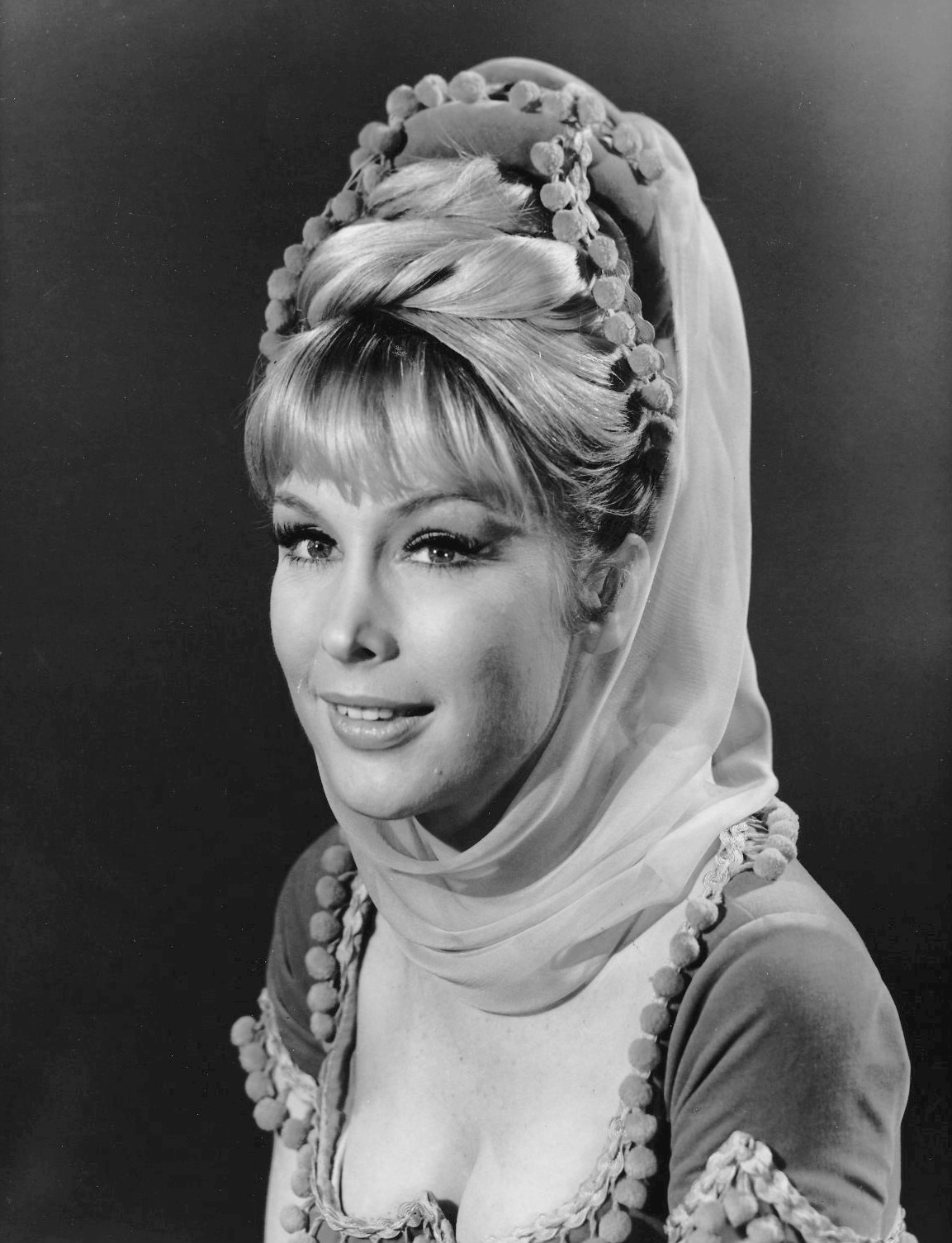
Eden jako Jeannie w pilocie serialu

Barbara Jean Moorhead, lepiej znana jako Barbara Eden (ur. 23 sierpnia 1931 w Tucson) – amerykańska aktorka, piosenkarka i producentka telewizyjna.
Dwukrotnie nominowana do Złotego Globu (1967, 1970) za rolę Jeannie w sitcomie NBC I Dream of Jeannie (Marzę o Jeannie, 1965–1970). W 1972 została uhonorowana statuetką Bravo Otto dla najlepszej gwiazdy telewizyjnej, przyznaną przez niemiecki dwutygodnik dla młodzieży „Bravo”. 
W 1988 otrzymała własną gwiazdę w Alei Gwiazd w Los Angeles znajdującą się przy 7003 Hollywood Boulevard.

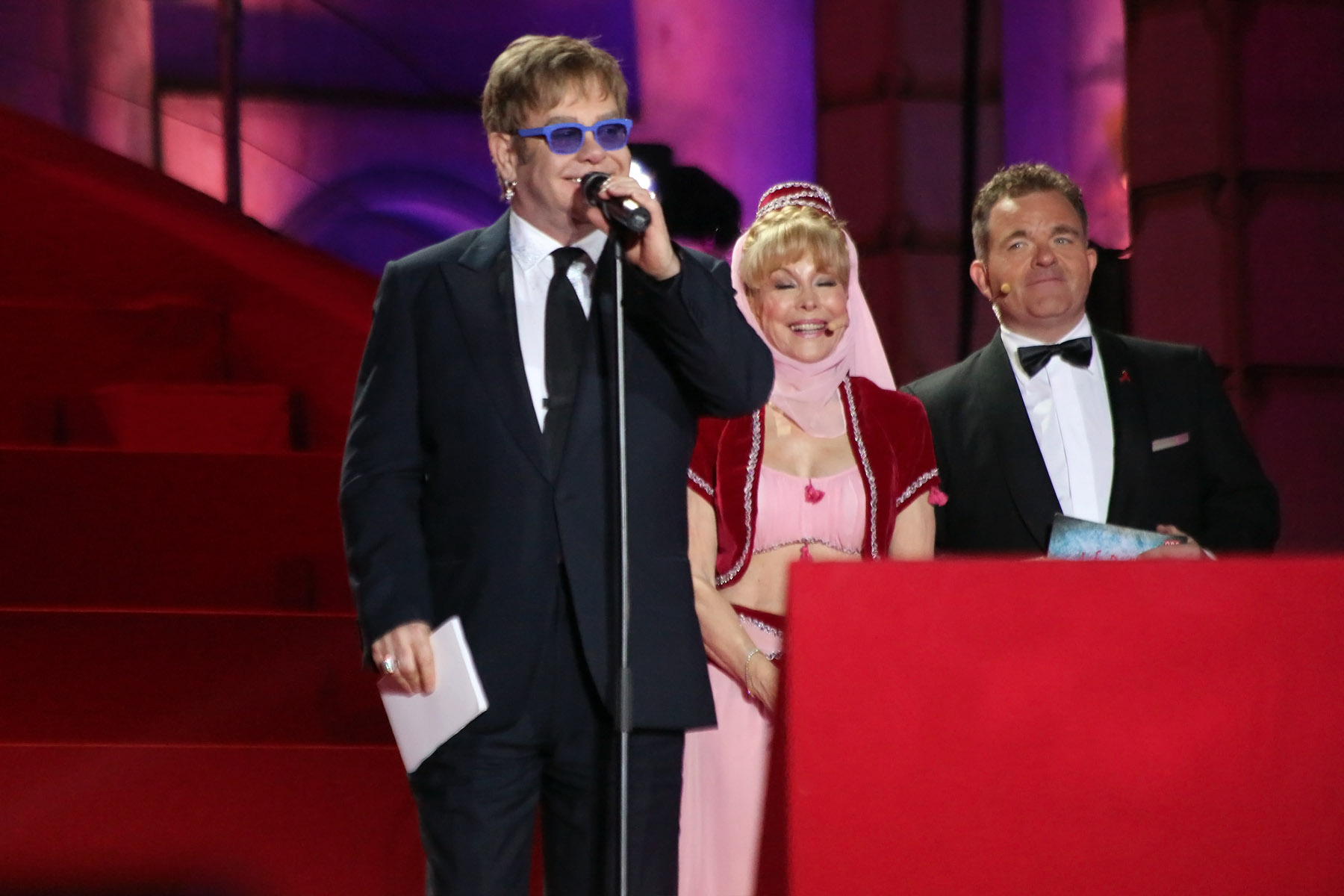
Barbara Eden, Elton John i Cornelius Obonya na Life Ball 2013

## Życiorys

### Wczesne lata
Urodziła się w Tucson w stanie Arizona w rodzinie katolickiej jako córka Alice Mary (z domu Franklin; ur. 13 sierpnia 1915, zm. 12 listopada 1986) i Huberta Henry’ego Moreheada. Ma młodszą o 12 lat siostrę Alison Scanlon. Gdy miała trzy lata, jej rodzina przeniosła się do San Francisco. W tym samym czasie jej matka rozeszła się z jej ojcem i wyszła ponownie za mąż za Harrisona Connora Huffmana (ur. 19 listopada 1907), Barbara również przyjęła nazwisko ojczyma Huffman. W 1949 ukończyła Abraham Lincoln High School w San Francisco, gdzie występowała jako cheerleaderka. Naukę kontynuowała w City College of San Francisco.
Mając szesnaście lat przyłączyła się do działającego przy jej szkole Actor’s Equity i z lokalnym zespołem występowała za 10 dolarów za wieczór w lokalnych klubach nocnych. Studiowała aktorstwo w Elizabeth Holloway School of Theatre i uczęszczała na lekcje śpiewu do San Francisco Conservatory of Music. W 1951 zdobyła tytuł Miss San Francisco.

### Kariera
Jako aktorka kinowa debiutowała w dramacie katastroficznym Powrót z wieczności (Back from Eternity, 1956). Jednak wiązała swoje pierwsze kroki z telewizją, występując po raz pierwszy w 52-odcinkowym serialu Jak poślubić milionera (How to Marry a Millionaire, 1957-59) jako Loco Jones.
W 1957 pojawiła się w jednym z odcinków seriali CBS: Kocham Lucy (I Love Lucy), Perry Mason, Ojciec kawaler (Bachelor Father) z Johnem Forsythe i Gunsmoke z Burtem Reynoldsem. Zagrała w kinowym westernie Płonąca gwiazda (Flaming Star, 1960) u boku Elvisa Presleya i biograficznym musicalu fantastycznym Wspaniały świat braci Grimm (The Wonderful World of the Brothers Grimm, 1962) jako Greta Heinrich, ukochana Jakuba Grimma.
Jej najsłynniejszą rolą telewizyjną okazała się zamknięta w butelce Jeannie, która spełnia życzenia właściciela (w tej roli Larry Hagman) w sitcomie NBC I Dream of Jeannie (Marzę o Jeannie, 1965-70). Za tę postać zdobyła dwukrotnie nominację do nagrody Złotego Globu jako najlepsza gwiazda telewizyjna (1967) i najlepsza aktorka telewizyjna w komedii (1970).
W swojej kolekcji ról serialowych ma także m.in. jako LeeAnn De La Vega z niezwykle popularnej opery mydlanej CBS Dallas (1990-91) i rolę złej cioci Irmy z sitcomu młodzieżowego Sabrina, nastoletnia czarownica (Sabrina, the Teenage Witch, 2002−2003).

## Rodzina
W październiku 1957 poznała aktora Michaela Ansarę, za którego 17 stycznia 1958 wyszła za mąż. 29 sierpnia 1965 urodził się im syn Matthew Ansara (zm. 2001). W 1974 rozstała się ze swoim mężem. Jej kolejny związek małżeński z Charlesem Donaldem Fegertem – dziennikarzem „Chicago Sun-Times” trwał od 3 września 1977 do roku 1983. W 1989 poznała Jona Trusdale Eicholtza, swojego trzeciego męża. Pobrali się 5 stycznia 1991 w Los Angeles.

## Filmografia

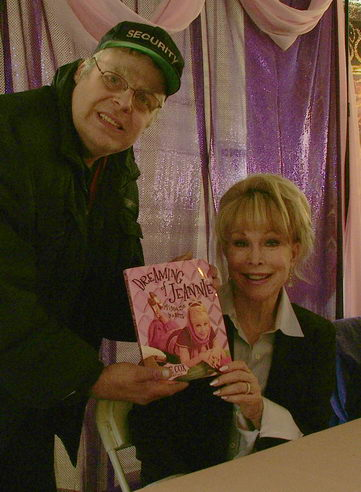
Barbara Eden i Howard Frank

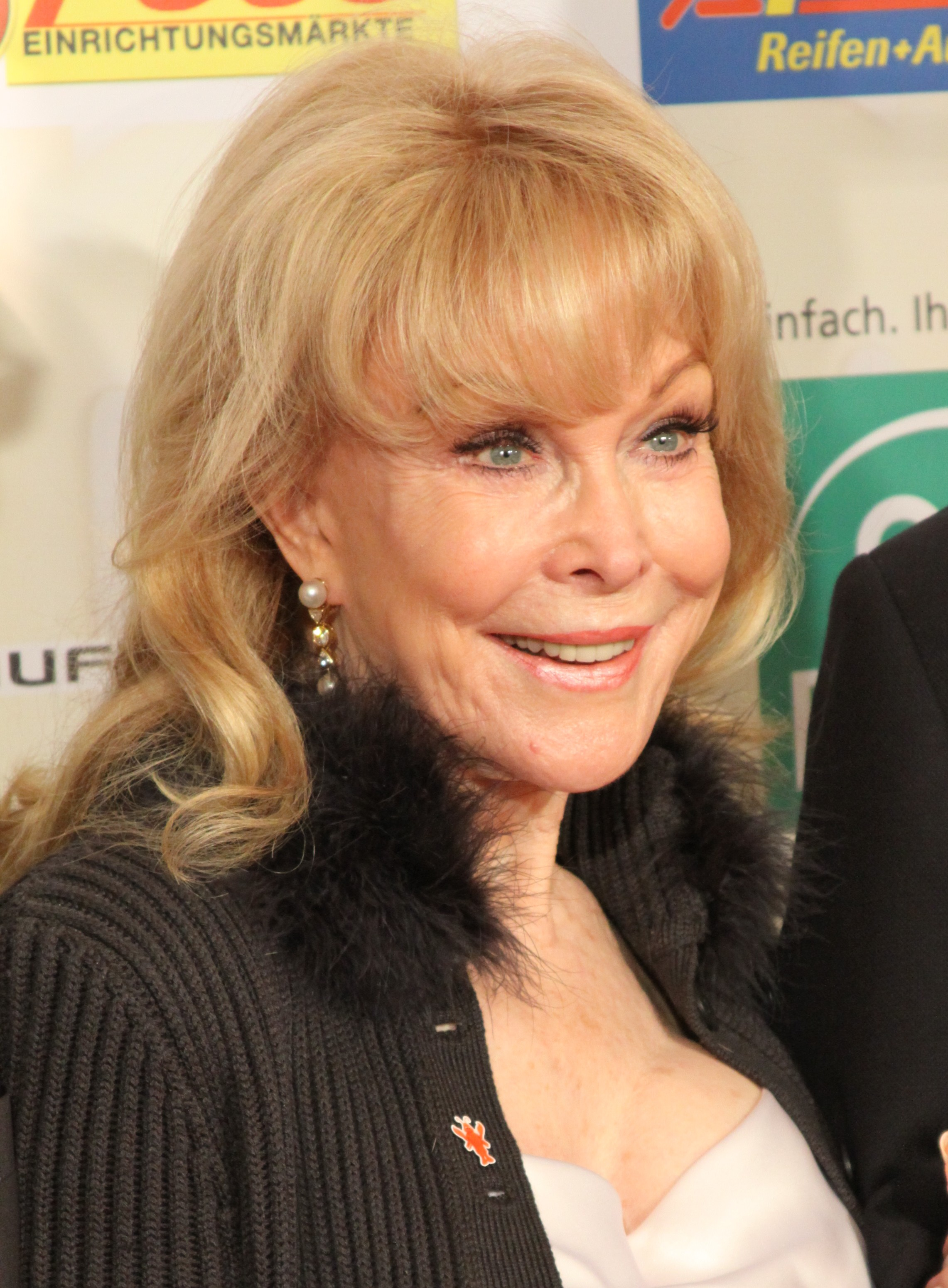
Barbara Eden na Kinderlachen-Gala 2010 w Dortmundzie

### Filmy fabularne
- 1956: Powrót z wieczności (Back from Eternity) jako dziewczyna z college’u
- 1957: Sukces rozpieści rockowego łowcę? (Will Success Spoil Rock Hunter?) jako panna Carstairs
- 1957: Zagubiona dziewczyna (The Wayward Girl) jako Molly
- 1959: Prywatna sprawa (A Private’s Affair) jako sierżant Katie Mulligan
- 1960: Dwanaście godzin dla zabójstwa (Twelve Hours to Kill) jako Lucy Hall
- 1960: Płonąca gwiazda (Flaming Star) jako Rosalyn Pierce
- 1960: Widok z tarasu (From the Terrace) jako Clemmie Shreve
- 1961: Swingin’ Along jako Carol Walker
- 1961: All Hands on Deck jako Sally Hobson
- 1962: Wspaniały świat braci Grimm (The Wonderful World of the Brothers Grimm) jako Greta Heinrich
- 1962: Wyprawa na dno morza (Voyage to the Bottom of the Sea) jako Cathy Connors
- 1962: Pięć tygodni w balonie (Five Weeks in a Balloon) jako Susan Gale
- 1963: Żółty kanarek (The Yellow Canary) jako Lissa Paxton
- 1964: Szybko, bierzmy ślub! (Quick, Let’s Get Married!/The Confession) jako Pia Pacelli
- 1964: Siedem wcieleń Doktora Lao (7 Faces of Dr. Lao) jako Angela Benedict
- 1964: Mosiężna butelka (The Brass Bottle) jako Sylvia Kenton
- 1964: Nowi stażyści (The New Interns) jako pielęgniarka Laura Rogers
- 1964: Jazda dzikimi falami przyboju (Ride the Wild Surf) jako Augie Poole
- 1973: The Toy Game
- 1976: Dobermany nie z tej ziemi (The Amazing Dobermans) jako Justine
- 1978: Harper Valley PTA jako Stella Johnson
- 1984: Chattanooga Choo Choo
- 1985: Fantastyczny Świat George’a Pala (The Fantasy Film Worlds of George Pal, dokumentalny)
- 1995: Fantastyczny Świat Irwina Allena (The Fantasy Worlds of Irwin Allen, film dokumentalny)
- 1996: Grunt to rodzinka II (A Very Brady Sequel) jako Jeannie
- 2003: Karolina (Carolina, 2003) jako Daphne St. Claire
- 2003: Miłość w rytmie latino (Loco Love/Mi Casa, Su Casa) jako Jackie

### Filmy TV
- 1971: Feministka i Fuzz (The Feminist and the Fuzz) jako dr Jane Bowers
- 1972: Kobieta Hunter (The Woman Hunter) jako Dina Hunter
- 1973: Zgadnij kto śpi w moim Łóżku? (Guess Who’s Been Sleeping in My Bed?) jako Francine Gregory
- 1975: Zmiana! (Let’s Switch!) jako Lacy Colbert
- 1977: Stonestreet: kto zabił modelkę rozkładówki? (Stonestreet: Who Killed the Centerfold Model?) jako Liz Stonestreet
- 1979: Dziewczyny w biurze (The Girls in the Office) jako Lee Rawlins
- 1980: Kondominium (Condominium) jako Barbara Messenger
- 1981: Powrót buntowników (Return of the Rebels) jako Mary Beth Allen
- 1984: Kobieta roku (Woman of the Year) jako Tess Harding
- 1985: Marzę o Jeannie... Po piętnastu latach (I Dream of Jeannie... Fifteen Years Later) jako Jeannie/Jeannie II
- 1987: Dzieci Stepford (The Stepford Children) jako Laura Harding
- 1988: Sekrety życia Kathy McCormick (The Secret Life of Kathy McCormick) jako Kathy McCormick
- 1989: Mamuśka w armii (Your Mothers Wears Combat Boots) jako Brenda Andersen
- 1990: Miłość i polityka (Opposites Attract) jako Charlene McKeon
- 1991: Zabójczy urok  (Her Wicked Ways) jako dziennikarka Tess O’Brien
- 1991: Zawsze marzę Jeannie (I Still Dream of Jeannie) jako Jeannie/Jeannie II
- 1993: Wizja morderstwa (Visions of Murder) jako Jesse Newman
- 1996: Przeklęta wyspa (Dead Man’s Island) jako Henrietta O’Dwyer Collins
- 1996: Mordercze wizje (Eyes of Terror) jako dr Jesse Newman
- 1998: Mężczyźni wolą blondynki (Gentlemen Prefer Blondes) jako Lorelei Lee
- 2009: Na zawsze razem (Always and Forever) jako Mary Anderson

### Seriale TV
- 1956: West Point jako Toni DeWitt
- 1957: Kocham Lucy (I Love Lucy) jako Diana Jordan
- 1957: Perry Mason jako Carla Adrian
- 1957: Ojciec kawaler (Bachelor Father) jako Patricia ‘Patty’ Robbins
- 1957: Gunsmoke jako Judy Pierce
- 1957-59: Jak poślubić milionera (How to Marry a Millionaire) jako Loco Jones
- 1963: Prawo Burke’a (Burke’s Law) jako Marni Lee
- 1964: Route 66 jako Margo Stiles / Margo Tiffin
- 1964: Prawo Burke’a (Burke’s Law) jako Linda Murray / Sylvia Hanson
- 1965: Prawo Burke’a (Burke’s Law) jako Vanessa Barrett
- 1965-70: Marzę o Jeannie (I Dream of Jeannie) jako Jeannie
- 1990-91: Dallas jako LeeAnn De La Vega
- 2002–2003: Sabrina, nastoletnia czarownica (Sabrina, the Teenage Witch) jako Ciotka Irma
- 2007: Poślubione armii (Army Wives) jako Victoria Grayson